# Poul Andersen
Poul Andersen (né le 2 janvier 1930 à Gentofte au Danemark et mort le 30 décembre 1995) est un joueur de football international danois, qui évoluait au poste de défenseur.

## Biographie

### Carrière en club
Poul Andersen joue en faveur du club de Skovshoved IF entre 1950 et 1961.

### Carrière en sélection
Poul Andersen reçoit onze sélections en équipe du Danemark entre 1955 et 1960, sans inscrire de but.
Il joue son premier match en équipe nationale le 2 octobre 1955, en amical contre l'Angleterre (défaite 1-5 à Copenhague).
Il participe aux Jeux olympiques de 1960 organisés en Italie. Il joue cinq matchs lors du tournoi olympique, qui voit le Danemark s'incliner en finale face à la Yougoslavie.
Il reçoit sa dernière sélection le 23 octobre 1960, contre la Suède, à l'occasion du championnat nordique (défaite 2-0 à Göteborg).

## Palmarès
Danemark
- Jeux olympiques :
  -  Argent : 1960.

 Skovshoved IF
- Championnat du Danemark :
  - Vice-champion : 1953
- Championnat du Danemark D2 :
  - Champion : 1951